# Copa de Hungría
La Copa de Hungría (en húngaro: Magyar Kupa) es un torneo futbolístico por eliminación directa que se disputa anualmente entre clubes de Hungría. Fue creada en 1909 y la organiza la Federación Húngara de Fútbol.
El campeón accede a la primera ronda de clasificación de la Liga Europa de la UEFA. Asimismo, disputa contra el campeón de la Liga de Hungría la Magyar Szuperkupa (Supercopa de Hungría).
El Ferencváros de Budapest es el máximo ganador de la copa con 24 títulos.

## Sistema de competición
El torneo se disputa entre los meses de agosto y mayo del siguiente año. En él toman parte equipos de todo el país, tanto de las categorías profesionales como amateurs. La competición se desarrolla por rondas de eliminación directa. Las primeras eliminatorias se juegan a partido único y, en caso de empate, se clasifica el equipo de menor categoría. A partir de los octavos de final las rondas eliminatorias son a doble partido (ida y vuelta), excepto la final, que se juega a partido único en terreno neutral.

## Palmarés
| Temporada | Campeón                                                                 | Resultado                                                               | Finalista                                                               | Sede de la final                                                |
| --------- | ----------------------------------------------------------------------- | ----------------------------------------------------------------------- | ----------------------------------------------------------------------- | --------------------------------------------------------------- |
| 1909-10   | MTK Budapest                                                            | 1 - 1, 3 - 1                                                            | Budapesti TC                                                            | Millenáris Sportpálya, Budapest (2)                             |
| 1910-11   | MTK Budapest                                                            | 1 - 0                                                                   | Magyar AC                                                               | Ülloi úti Stadion, Budapest                                     |
| 1911-12   | MTK Budapest                                                            | [ n. 1 ]                                                                | Ferencváros                                                             | -----                                                           |
| 1912-13   | Ferencváros                                                             | 2 - 1                                                                   | Budapesti AK                                                            | Ülloi úti Stadion, Budapest                                     |
| 1913-14   | MTK Budapest                                                            | 4 - 0                                                                   | Magyar AC                                                               | Ülloi úti Stadion, Budapest                                     |
|           | Ediciones no disputadas                                                 |                                                                         |                                                                         |                                                                 |
| 1921-22   | Ferencváros                                                             | 2 - 2, 1 - 0                                                            | Újpest Budapest                                                         | Estadio Hungária körút, Budapest                                |
| 1922-23   | MTK Budapest                                                            | 4 - 1                                                                   | Újpest Budapest                                                         | Ülloi úti Stadion, Budapest                                     |
| 1923-24   | No se disputó                                                           | No se disputó                                                           | No se disputó                                                           |                                                                 |
| 1924-25   | MTK Budapest                                                            | 4 - 0                                                                   | Újpest Budapest                                                         | Estadio Hungária körút, Budapest                                |
| 1925-26   | Honved Budapest                                                         | 1 - 1, 3 - 2                                                            | Budapesti EAC                                                           | Estadio Hungária körút, Budapest (2)                            |
| 1926-27   | Ferencváros                                                             | 3 - 0                                                                   | Újpest Budapest                                                         | Estadio Hungária körút, Budapest                                |
| 1927-28   | Ferencváros                                                             | 5 - 1                                                                   | Attila FC                                                               | Ülloi úti Stadion, Budapest                                     |
| 1928-29   | No se disputó                                                           | No se disputó                                                           | No se disputó                                                           |                                                                 |
| 1929-30   | Bocskai Debrecen                                                        | 5 - 1                                                                   | Szegedi Bástya                                                          | Estadio Hungária körút, Budapest                                |
| 1930-31   | III. Kerületi                                                           | 4 - 1                                                                   | Ferencváros                                                             | Ülloi úti Stadion, Budapest                                     |
| 1931-32   | Hungária Budapest                                                       | 1 - 1 4 - 3                                                             | Ferencváros                                                             | Ülloi úti Stadion, Budapest Estadio Hungária körút, Budapest    |
| 1932-33   | Ferencváros                                                             | 11 - 1                                                                  | Újpest Budapest                                                         | Estadio Hungária körút, Budapest                                |
| 1933-34   | Soroksár Budapest                                                       | 2 - 2, 1 - 1, 2 - 0                                                     | BKV Előre                                                               | Ülloi úti Stadion, Budapest (2) Millenáris Sportpálya, Budapest |
| 1934-35   | Ferencváros                                                             | 2 - 1                                                                   | Hungária Budapest                                                       | Estadio Hungária körút, Budapest                                |
|           | Ediciones no disputadas                                                 |                                                                         |                                                                         |                                                                 |
| 1940-41   | Szolnoki MÁV                                                            | 3 - 0                                                                   | Salgótarjáni BTC                                                        | Ülloi úti Stadion, Budapest                                     |
| 1941-42   | Ferencváros                                                             | 6 - 2                                                                   | Diósgyori VTK                                                           | Estadio Hungária körút, Budapest                                |
| 1942-43   | Ferencváros                                                             | 3 - 0                                                                   | Salgótarjáni BTC                                                        | Estadio Hungária körút, Budapest                                |
| 1943-44   | Ferencváros                                                             | 2 - 2, 3 - 1                                                            | Kolozsvár                                                               | Estadio Hungária körút, Budapest (2)                            |
|           | Ediciones no disputadas                                                 |                                                                         |                                                                         |                                                                 |
| 1951-52   | Budapesti Bástya                                                        | 3 - 2                                                                   | Dorogi Bányász                                                          | Építok Stadion, Budapest                                        |
|           | Ediciones no disputadas                                                 |                                                                         |                                                                         |                                                                 |
| 1954-55   | Vasas Budapest                                                          | 3 - 2                                                                   | Honvéd Budapest                                                         | Népstadion, Budapest                                            |
| 1956–58   | Ferencváros                                                             | 2 - 1                                                                   | Salgótarjáni BTC                                                        | Népstadion, Budapest                                            |
|           | No se disputó                                                           |                                                                         |                                                                         |                                                                 |
| 1964      | Honvéd Budapest                                                         | 1 - 0                                                                   | Gyõri Vasas ETO                                                         | Népstadion, Budapest                                            |
| 1965      | Gyõri Vasas ETO                                                         | 4 - 0                                                                   | Diósgyori VTK                                                           | Népstadion, Budapest                                            |
| 1966      | Gyõri Vasas ETO                                                         | 1 - 1, 3 - 2                                                            | Ferencváros                                                             | Népstadion, Budapest (2)                                        |
| 1967      | Gyõri Vasas ETO                                                         | 1 - 0                                                                   | Salgótarjáni BTC                                                        | Népstadion, Budapest                                            |
| 1968      | MTK Budapest                                                            | 2 - 1                                                                   | Honvéd Budapest                                                         | Népstadion, Budapest                                            |
| 1969      | Újpest Budapest                                                         | 3 - 1                                                                   | Honvéd Budapest                                                         | Népstadion, Budapest                                            |
| 1970      | Újpest Budapest                                                         | 3 - 2                                                                   | Komlói Bányász                                                          | Népstadion, Budapest                                            |
| 1971-72   | Ferencváros                                                             | 2 - 1                                                                   | Banyasz Tatabanya                                                       | Estadio Ferenc Szusza, Budapest                                 |
| 1972-73   | Vasas Budapest                                                          | 4 - 3                                                                   | Honvéd Budapest                                                         | Népstadion, Budapest                                            |
| 1973-74   | Ferencváros                                                             | 3 - 1                                                                   | Komlói Bányász                                                          | Népstadion, Budapest                                            |
| 1974-75   | Újpest Budapest                                                         | 3 - 2                                                                   | Haladás Szombathely                                                     | Népstadion, Budapest                                            |
| 1975-76   | Ferencváros                                                             | 1 - 0                                                                   | MTK Budapest                                                            | Népstadion, Budapest                                            |
| 1976-77   | 1° Diósgyori VTK, 2° Ferencváros, 3° Vasas Budapest, 4° Újpest Budapest | 1° Diósgyori VTK, 2° Ferencváros, 3° Vasas Budapest, 4° Újpest Budapest | 1° Diósgyori VTK, 2° Ferencváros, 3° Vasas Budapest, 4° Újpest Budapest | ---                                                             |
| 1977-78   | Ferencváros                                                             | 4 - 2                                                                   | Pécsi Mecsek                                                            | Népstadion, Budapest                                            |
| 1978-79   | Rába Vasas ETO                                                          | 1 - 0                                                                   | Ferencváros                                                             | Népstadion, Budapest                                            |
| 1979-80   | Diósgyori VTK                                                           | 3 - 1                                                                   | Vasas Budapest                                                          | Veszprémi Stadion, Veszprém                                     |
| 1980-81   | Vasas Budapest                                                          | 1 - 0                                                                   | Diósgyori VTK                                                           | Szegedi Stadion, Szeged                                         |
| 1981-82   | Újpest Budapest                                                         | 1 - 0                                                                   | Videoton Székesfehérvár                                                 | Szekszárdi Stadion, Szekszárd                                   |
| 1982-83   | Újpest Budapest                                                         | 3 - 2                                                                   | Budapest Honvéd                                                         | Népstadion, Budapest                                            |
| 1983-84   | Siófoki Bányász SE                                                      | 2 - 1                                                                   | Rába ETO                                                                | Sóstói Stadion, Székesfehérvár                                  |
| 1984-85   | Honvéd Budapest                                                         | 5 - 0                                                                   | Banyasz Tatabanya                                                       | Népstadion, Budapest                                            |
| 1985-86   | Vasas Budapest                                                          | 0 - 0 (5-4 p.)                                                          | Ferencváros                                                             | Népstadion, Budapest                                            |
| 1986-87   | Újpest Budapest                                                         | 3 - 2                                                                   | Pécsi Mecsek                                                            | Népstadion, Budapest                                            |
| 1987-88   | Békéscsaba Előre                                                        | 3 - 2                                                                   | Honvéd Budapest                                                         | Tiszaligeti Stadion, Szolnok                                    |
| 1988-89   | Honvéd Budapest                                                         | 1 - 0                                                                   | Ferencváros                                                             | Népstadion, Budapest                                            |
| 1989-90   | Pécsi Mecsek                                                            | 2 - 0                                                                   | Honvéd Budapest                                                         | Bányász Stadion, Tatabánya                                      |
| 1990-91   | Ferencváros                                                             | 1 - 0                                                                   | Váci Izzó MTE                                                           | DVTK Stadion, Miskolc                                           |
| 1991-92   | Újpest Budapest                                                         | 1 - 0                                                                   | Dunakanyar-Vác                                                          | Kórház utcai Stadion, Békéscsaba                                |
| 1992-93   | Ferencváros                                                             | 1 - 1 1 - 1 (5-3 p.)                                                    | Haladás Szombathely                                                     | Ülloi úti Stadion, Budapest Rohonci úti Stadion, Szombathely    |
| 1993-94   | Ferencváros                                                             | 3 - 0 2 - 1                                                             | Honvéd Budapest                                                         | Ülloi úti Stadion, Budapest Estadio József Bozsik, Budapest     |
| 1994-95   | Ferencváros                                                             | 2 - 0 3 - 4                                                             | Dunakanyar-Vác                                                          | Ülloi úti Stadion, Budapest Váci Stadion, Vác                   |
| 1995-96   | Honvéd Budapest                                                         | 0 - 1 2 - 0                                                             | Budapesti VSC                                                           | Szonyi úti Stadion, Budapest Estadio József Bozsik, Budapest    |
| 1996-97   | MTK Budapest                                                            | 6 - 0 2 - 0                                                             | Budapesti VSC                                                           | Hungária körút, Budapest Szonyi úti Stadion, Budapest           |
| 1997-98   | MTK Budapest                                                            | 1 - 0                                                                   | Újpest Budapest                                                         | Fáy utcai stadion, Budapest                                     |
| 1998-99   | Debreceni VSC                                                           | 2 - 1                                                                   | Lombard Tatabánya                                                       | Ligeti Stadion, Vác                                             |
| 1999-2000 | MTK Budapest                                                            | 3 - 1                                                                   | Vasas Budapest                                                          | Népstadion, Budapest                                            |
| 2000-01   | Debreceni VSC                                                           | 5 - 2                                                                   | Videoton FC                                                             | Ülloi úti Stadion, Budapest                                     |
| 2001-02   | Újpest Budapest                                                         | 2 - 1                                                                   | Haladás Szombathely                                                     | ETO Park, Gyor                                                  |
| 2002-03   | Ferencváros                                                             | 2 - 1                                                                   | Debreceni VSC                                                           | Estadio Ferenc Puskás, Budapest                                 |
| 2003-04   | Ferencváros                                                             | 3 - 1                                                                   | Honvéd Budapest                                                         | Estadio Ferenc Puskás, Budapest                                 |
| 2004-05   | MATÁV Sopron                                                            | 5 - 1                                                                   | Ferencváros                                                             | Sóstói Stadion, Székesfehérvár                                  |
| 2005-06   | Fehérvár (Videoton)                                                     | 2 - 2 (6-5 p.)                                                          | Vasas Budapest                                                          | Albert Flórián Stadion, Budapest                                |
| 2006-07   | Honvéd Budapest                                                         | 2 - 2 (3-1 p.)                                                          | Debreceni VSC                                                           | Estadio Ferenc Szusza, Budapest                                 |
| 2007-08   | Debreceni VSC                                                           | 7 - 0 2 - 1                                                             | Honvéd Budapest                                                         | Estadio József Bozsik, Budapest Stadion Oláh Gábor Út, Debrecen |
| 2008-09   | Honvéd Budapest                                                         | 1 - 0 0 - 0                                                             | Gyori ETO                                                               | ETO Park, Gyor Estadio József Bozsik, Budapest                  |
| 2009-10   | Debreceni VSC                                                           | 3 - 2                                                                   | Zalaegerszegi TE                                                        | Estadio Ferenc Puskás, Budapest                                 |
| 2010-11   | Kecskeméti TE                                                           | 3 - 2                                                                   | Videoton FC                                                             | Estadio Ferenc Puskás, Budapest                                 |
| 2011-12   | Debreceni VSC                                                           | 3 - 3 (8-7 p.)                                                          | MTK Budapest                                                            | Estadio Ferenc Puskás, Budapest                                 |
| 2012-13   | Debreceni VSC                                                           | 2 - 1                                                                   | Gyori ETO                                                               | Estadio József Bozsik, Budapest                                 |
| 2013-14   | Újpest Budapest                                                         | 1 - 1 (4-3 p.)                                                          | Diósgyőri VTK                                                           | Estadio Ferenc Puskás, Budapest                                 |
| 2014-15   | Ferencváros                                                             | 4 - 0                                                                   | Videoton FC                                                             | Groupama Arena, Budapest                                        |
| 2015-16   | Ferencváros                                                             | 1 - 0                                                                   | Újpest Budapest                                                         | Groupama Arena, Budapest                                        |
| 2016-17   | Ferencváros                                                             | 1 - 1 (5-4 p.)                                                          | Vasas Budapest                                                          | Groupama Arena, Budapest                                        |
| 2017-18   | Újpest Budapest                                                         | 2 - 2 (5-4 p.)                                                          | Puskás Akadémia                                                         | Groupama Arena, Budapest                                        |
| 2018-19   | MOL Vidi FC                                                             | 2 - 1                                                                   | Honvéd Budapest                                                         | Groupama Arena, Budapest                                        |
| 2019-20   | Honvéd Budapest                                                         | 2 - 1                                                                   | Mezőkövesd-Zsóry                                                        | Puskás Aréna, Budapest                                          |
| 2020-21   | Újpest                                                                  | 1 - 0 (t. s.)                                                           | Fehérvár                                                                | Puskás Aréna, Budapest                                          |
| 2021-22   | Ferencváros                                                             | 3 - 0                                                                   | Paksi SE                                                                | Puskás Aréna, Budapest                                          |
| 2022-23   | Zalaegerszegi                                                           | 2 - 0                                                                   | Budakofi                                                                | Puskás Aréna, Budapest                                          |
| 2023-24   | Paksi SE                                                                | 2 - 0                                                                   | Ferencváros                                                             | Puskás Aréna, Budapest                                          |
| 2024-25   | Paksi SE                                                                | 1-1 (4-3 p.)                                                            | Ferencváros                                                             | Puskás Aréna, Budapest                                          |

Notas
1. ↑  El Ferencváros no se presentó
2. ↑  La final de 1956 se jugó en 1958
3. ↑  En 1977 se disputó una liguilla entre los equipos finalistas

## Títulos por club
| Club                               | Títulos | Subtítulos | Años campeón |
| ---------------------------------- | ------- | ---------- | --- |
| Ferencváros                        | 24      | 11         | 1913, 1922, 1927, 1928, 1933, 1935, 1942, 1943, 1944, 1958, 1972, 1974, 1976, 1978, 1991, 1993, 1994, 1995, 2003, 2004, 2015, 2016, 2017, 2022 |
| MTK Budapest (MTK Hungária)        | 12      | 3          | 1910, 1911, 1912, 1914, 1923, 1925, 1932, 1952, 1968, 1997, 1998, 2000                                                                         |
| Újpest Budapest (Újpest Dózsa)     | 11      | 7          | 1969, 1970, 1975, 1982, 1983, 1987, 1992, 2002, 2014, 2018, 2021                                                                               |
| Honvéd Budapest (Kispest)          | 8       | 11         | 1926, 1964, 1985, 1989, 1996, 2007, 2009, 2020                                                                                                 |
| Debreceni VSC                      | 6       | 2          | 1999, 2001, 2008, 2010, 2012, 2013 |
| Vasas Budapest                     | 4       | 4          | 1955, 1973, 1981, 1986 |
| Győri ETO FC                       | 4       | 4          | 1965, 1966, 1967, 1979 |
| Diósgyőri VTK                      | 2       | 4          | 1977, 1980 |
| Paksi SE                           | 2       | 1          | 2024, 2025 |
| MOL Vidi FC (FC Videoton Fehérvár) | 2       | 5          | 2006, 2019 |
| Pécsi Mecsek                       | 1       | 2          | 1990 |
| Zalaegerszegi TE                   | 1       | 1          | 2023 |
| Bocskai Debrecen †                 | 1       | -          | 1930 |
| III. Kerületi TVE                  | 1       | -          | 1931 |
| Soroksár Erzsébet                  | 1       | -          | 1934 |
| Szolnoki MÁV                       | 1       | -          | 1941 |
| Siófoki Bányász                    | 1       | -          | 1984 |
| Békéscsaba Előre SC                | 1       | -          | 1988 |
| MATÁV Sopron †                     | 1       | -          | 2005 |
| Kecskeméti TE                      | 1       | -          | 2011 |
| Salgótarjáni BTC                   | -       | 4          | – |
| Szombathelyi Haladás               | -       | 3          | – |
| FC Tatabánya                       | -       | 3          | – |
| Dunakanyar-Vác FC                  | -       | 3          | – |
| Budapesti VSC                      | -       | 2          | – |
| Komlói Bányász SK                  | -       | 2          | – |
| Magyar AC                          | -       | 2          | – |
| Miskolci Attila AK †               | -       | 1          | – |
| Budapesti AK                       | -       | 1          | – |
| Szegedi Bástya †                   | -       | 1          | – |
| Budapesti EAC                      | -       | 1          | – |
| BKV Előre SC                       | -       | 1          | – |
| Budapesti TC †                     | -       | 1          | – |
| Dorogi FC                          | -       | 1          | – |
| Ferar Cluj †                       | -       | 1          | – |
| Puskás Akadémia FC                 | -       | 1          | – |
| Mezőkövesd-Zsóry                   | -       | 1          | – |
| Budafoki                           | -       | 1          | – |

- † Equipo desaparecido.